# Großsteingrab Esterholz
Das Großsteingrab Esterholz war eine megalithische Grabanlage der jungsteinzeitlichen Trichterbecherkultur bei Esterholz, einem Ortsteil von Wrestedt im Landkreis Uelzen (Niedersachsen). Es wurde im 19. Jahrhundert zerstört. Das Grab befand sich nördlich des Ortes auf der Ostseite der Straße nach Uelzen (entspricht in etwa der heutigen Landesstraße 270). Es wurde in den 1840er Jahren durch Georg Otto Carl von Estorff dokumentiert, war aber bereits damals zerstört und konnte deshalb nicht näher beschrieben werden. Über Ausrichtung, Maße und Grabtyp liegen keine Informationen vor. Aus der Kartensignatur geht lediglich hervor, dass es ein rechteckiges Hünenbett besaß.